# Фердинанд де Лесепс
Фердинанд Мари Виконт де Лесепс (фр. Ferdinand Marie Vicomte de Lesseps; Версај, 19. новембар 1805 — Ла Шенај, 7. децембар 1894) је био француски дипломата и инжењер. Иако није био међу првим планерима, важи за реализатора изградње Суецког канала.

## Живот
Ступио је у дипломатску службу 1825, као аташе генералног конзула у Лисабону. Радио је у министарству спољних послова 1827—1828, био је аташе у Тунису, а у периоду 1832—1838. службовао је у Каиру. Након тога радио је у мисијама у Шпанији и Риму.
На позив египатског вицекраља Мухамеда Саида стигао је 1854. у Египат, где је израдио планове изградње канала преко земљоуза код Суеца, чиме би се спојио Медитеран и Црвено море. За овај подухват је, поред вицекраља, заинтересаовао и пословне људе из Француске, Италије и Аустрије.
Овим поводом су се у Паризу 1855. окупили најбољи инжињери Европе који су 1856. Лесепса поставили за шефа изградње Суецког канала. И поред дипломатских препрека које је овом пројекту постављала Велика Британија, Лесепс је до 1859. прикупио 200 милиона франака за изградњу канала и вратио се у Египат да би започео радове. Канал је успешно завршен 15. августа 1869.
О изградњи канала је писао у делу „Писма, дневници и документи о историји Суецког канала“ (Lettres, journal et documents à l'histoire du canal de Suez, 1875-79). Године 1879. учествовао је у планирању и почетку изградње Панамског канала, али је овај пројекат банкротирао 1889. Овај канал су касније изградили Американци. Фердинанд де Лесепс је постао члан Француске академије 1885.
Први инжењер који је предложио изградњу Суецког канала био је Аустријанац Алојз Негрели фон Молделбе, који је умро 1858. Његов план је остварио Фердинанд де Лесепс.